# プレイク
プレイク市 （ベトナム語：Thành phố Pleiku (Pờ-lây-cu) / 城庯坡離俱）は、ベトナムの中部高原、ザライ省の都市で同省の省都。ジャライ語Plơi Kơdưr（高地/北の村）に由来。ベトナム戦争中、南ベトナム解放民族戦線によってアメリカの空軍基地キャンプ・ハロウェイが攻撃され、北爆の引き金になったことが有名（プレイク事件）。1975年には南ベトナム軍によって市域が焼き払われたが、1980年代にソビエト連邦の援助によって再建を果たした。
2001年、2004年には高地系の少数民族による反政府運動の場となった。2014年現在でも、外国人旅行者が立ち入るには許可が必要な場所が存在する。

## 交通
街の中心部より南東、約2.5kmの距離にプレイクバスターミナルがあり、クイニョン、バンメトート、コントゥム行きの国内バスのほか、カンボジアやラオスへの国際バスも存在する。また北約2kmにプレイク空港がある。

## 行政区分
以下の14坊8社から構成される。
- チーラン坊（Chi Lăng / 枝陵）
- ジエンホン坊（Diên Hồng / 延鴻）
- ドンダー坊（Đống Đa / 洞多）
- ホアルー坊（Hoa Lư / 華閭）
- ホイフー坊（Hội Phú / 會富）
- ホイトゥオン坊（Hội Thương / 會商）
- イアクリン坊（Ia Kring）
- フードン坊（Phù Đổng / 扶董）
- タイソン坊（Tây Sơn / 西山）
- タンロイ坊（Thắng Lợi / 勝利）
- トンニャット坊（Thống Nhất / 統一）
- チャーバー坊（Trà Bá / 茶柏）
- イエンドー坊（Yên Đỗ / 安杜）
- イエンテー坊（Yên Thế / 安世）
- アンフー社（An Phú / 安富）
- ビエンホー社（Biển Hồ / 扁湖）
- チューアー社（Chư Á / 諸亞）
- ジエンフー社（Diên Phú / 延富）
- ガオ社（Gào / 嗃）
- イアケン社（Ia Kênh）
- タンソン社（Tân Sơn / 新山）
- チャーダー社（Trà Đa / 茶多）